# Malé Kolo
Malé Kolo (též Dolní Kolo nebo Dolejší Kolo) je zaniklá tvrz a pravěké sídliště jihozápadně od vsi Oboz u Nalžovic v okrese Příbram ve Středočeském kraji. Nachází se v katastrálním území Nalžovické Podhájí, nad ústím bezejmenného potoka do vodní nádrže Slapy naproti Cholínu. Z tvrze se dochovalo tvrziště chráněné jako kulturní památka.

## Historie
Tvrz Dolní Kolo bývala pravděpodobně strážním objektem nad Vltavou. Postavena byla ve třináctém století a zanikla nejspíše během husitských válek. V roce 1950 zde proběhl pod vedením Libuše Jansové archeologický výzkum, který odhalil stopy eneolitického sídliště tvořeného sedmi nebo osmi pravoúhlými obytnými stavbami, které byly mírně zahloubené do zvětralého skalního podloží. Stopy osídlení pochází z období chamské kultury a na nalezených artefaktech (kamenná industrie, pískovcové brousky, zlomky žulových drtidel obilí) jsou patrné prvky řivnáčské kultury a kultury kulovitých amfor. Lokalita je nejvýchodnějším známým sídlištěm chamské kultury.

## Stavební podoba
Dochované tvrziště má rozměry 26 × 28 metrů. Na východní, jižní a částí západní strany se dochoval jedenáct metrů široký příkop s vnějším valem. Na zbývající části obvodu poskytovaly dostatečnou ochranu strmé svahy. Centrální pahorek převyšuje dno příkopu o 3,5 metru a na jeho jižní straně je patrný nevýrazný val s přerušením po vstupu. V jihovýchodním nároží se nachází prohlubeň, která je pozůstatkem budovy. Podle jiného popisu je průměr tvrziště 30–40 metrů, příkop dosahuje šířky dvanáct metrů a hloubky až sedm metrů. Pokud zde existovalo pravěké opevnění, bylo zničeno středověkými úpravami.

## Přístup
Lokalita je porostlá lesem a volně přístupná, ale nevede na ni žádná cesta.